# Râul Sechereș
Râul Sechereș (în maghiară Szekeres) este un curs de apă, afluent al râului Crucea.  

## Hărți
- Harta județului Harghita
- Harta Munților Călimani  Arhivat în 11 octombrie 2008, la Wayback Machine.